# Магарбал
Магарбал (Maharbal; погиб 19 октября 202 до н. э.) — полководец Карфагена.
Был командиром кавалерии сначала Гамилькара, а затем Ганнибала в Первую и Вторую Пунические войны и в битве при Каннах командовал правым флангом карфагенской армии. Он сказал Ганнибалу после Канн известные горькие слова: «Vincere scis, victoria uti nescis» — «Ты умеешь побеждать, но пользоваться победой не умеешь».
Погиб Магарбал в битве при Заме, отведя нумидийцев Массиниссы, однако его героизм не спас Карфаген.